# زائده پیشانی فک بالا
زائده پیشانی فک بالا (انگلیسی: Frontal process of maxilla) صفحه‌ای قوی است که در کناره بینی به سوی بالا و داخل و عقب روییده است. این زائده با استخوان پیشانی ارتباط پیدا می‌کند،.

## نگارخانه

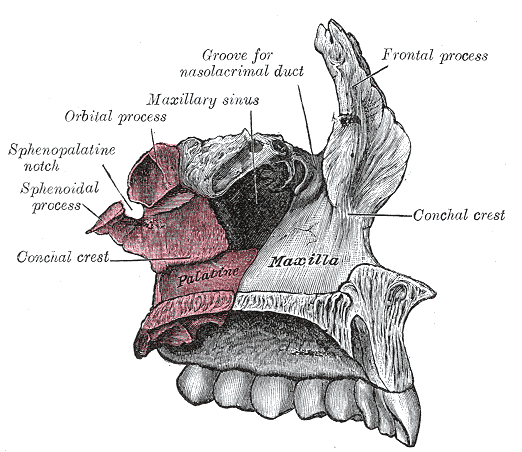
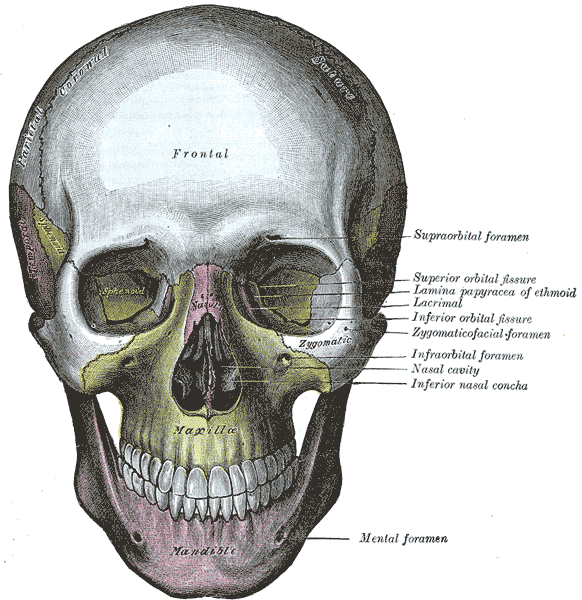
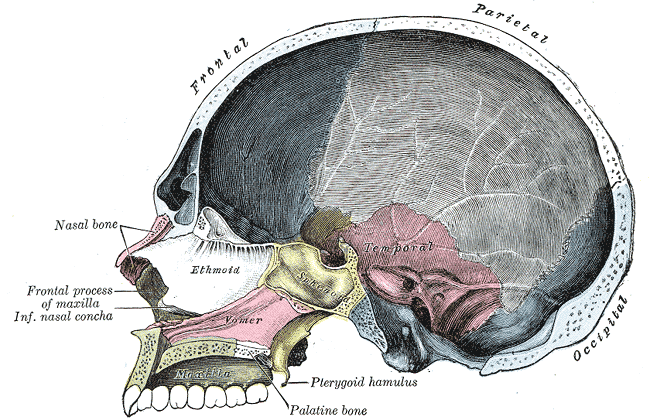
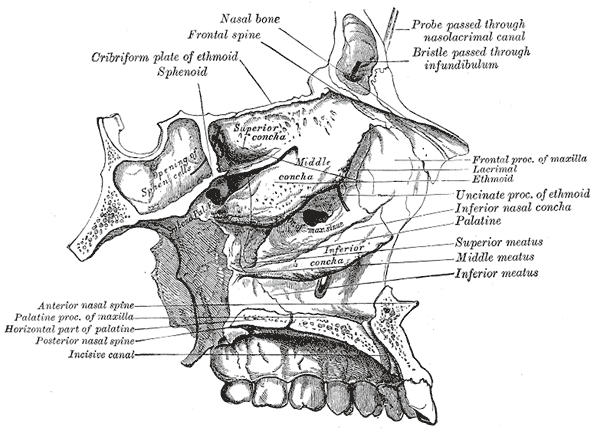
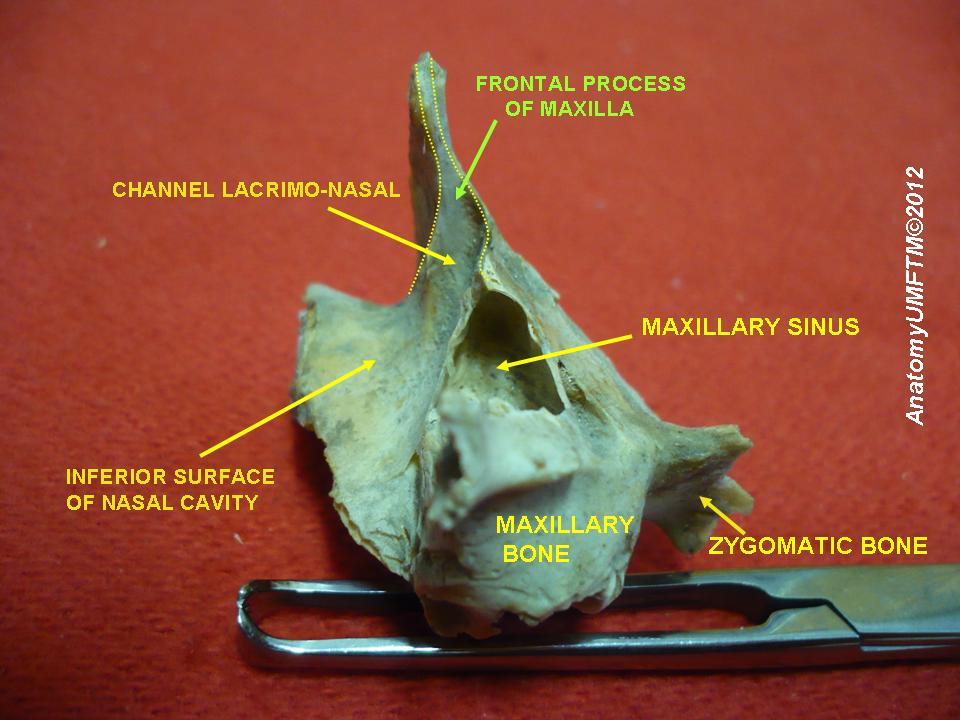
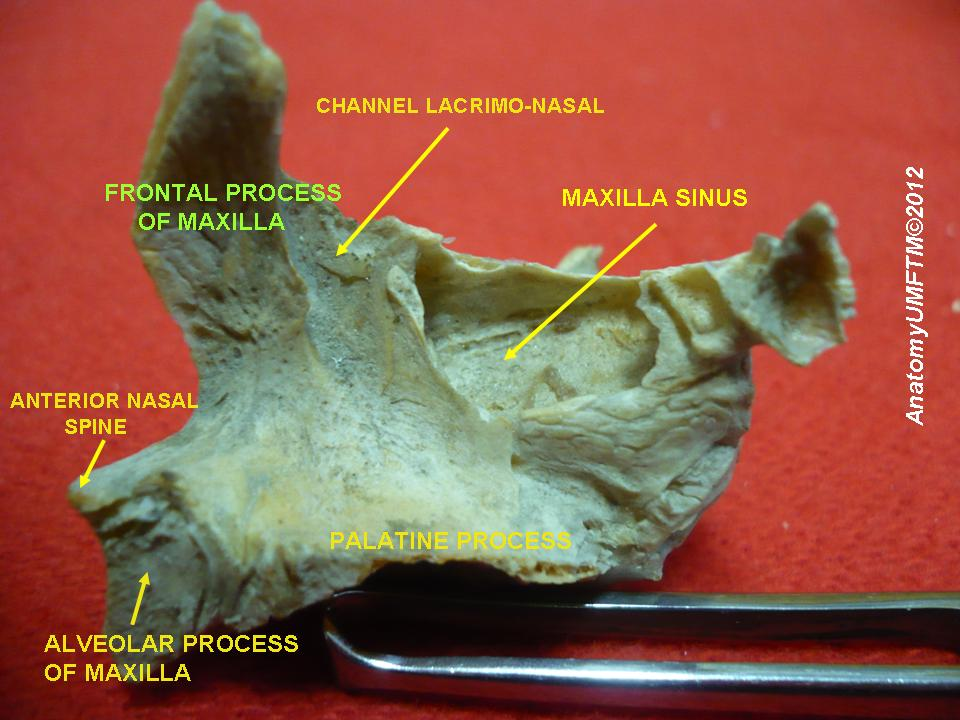